# شيلي راسيل
شيلي راسيل (بالإنجليزية: Shelley Russell) هي لاعب هوكي الحقل جنوب أفريقية، ولدت في 15 يوليو 1987.

## وصلات خارجية
- شيلي راسيل على موقع الاتحاد الدولي للهوكي (الإنجليزية)
- شيلي راسيل على موقع اتحاد جنوب إفريقيا للهوكي (الإنجليزية)
- شيلي راسيل على موقع أوليمبيديا (الإنجليزية)
- شيلي راسيل على موقع اتحاد ألعاب الكومنولث (مؤرشف) (الإنجليزية)